# Rivera (département)
Pour les articles homonymes, voir Rivera.
Le département de Rivera est situé dans le nord est de l'Uruguay.

## Géographie
Le département a une frontière avec le Brésil, et est limitrophe des départements de Salto au nord-ouest, de celui de Tacuarembó sur tout l'ouest et du Cerro Largo au sud.
Le département est traversé par diverses chaînes de collines comme la Cuchilla Negra au nord est qui est une ramification de la Cuchilla de Haedo, ou encore par les trois collines les plus hautes du département Cerro Miriñaque, Cerro de los Chivos et Cerro Del Medio qui se situent dans l'ouest du pays avec la Cuchilla de Santa Ana.

Le río Tacuarembó et ses affluents représentent toute l'hydrographie de la région.

## Histoire
Le département a été créé le 1er octobre 1884 à partir de celui  de Tacuarembó. Son nom rappelle celui du général Fructuoso Rivera qui combattit pour l'indépendance du pays. Le département était déjà peuplé par des Espagnols, des Italiens et des Portugais qui commerçaient beaucoup dans la région.
En 1892, arrive le chemin de fer qui relie le département au reste du pays, il a une importance capitale dans l'industrialisation du département au cours du XXe siècle. Arrivent ensuite les centres commerciaux et les automobiles, ainsi que de nombreux immigrants, en effet, le 12 octobre 1908 au cours d'un recensement, les autorités s'aperçurent que Rivera comptait au total 35 683 habitants dont 8 986 citadins. En 1910, l'électricité arriva dans les rues des villes du département, et avec cela, la superficie occupée par les parcs industriels augmenta, et Rivera s'intégra avec les départements voisins brésiliens.

## Population

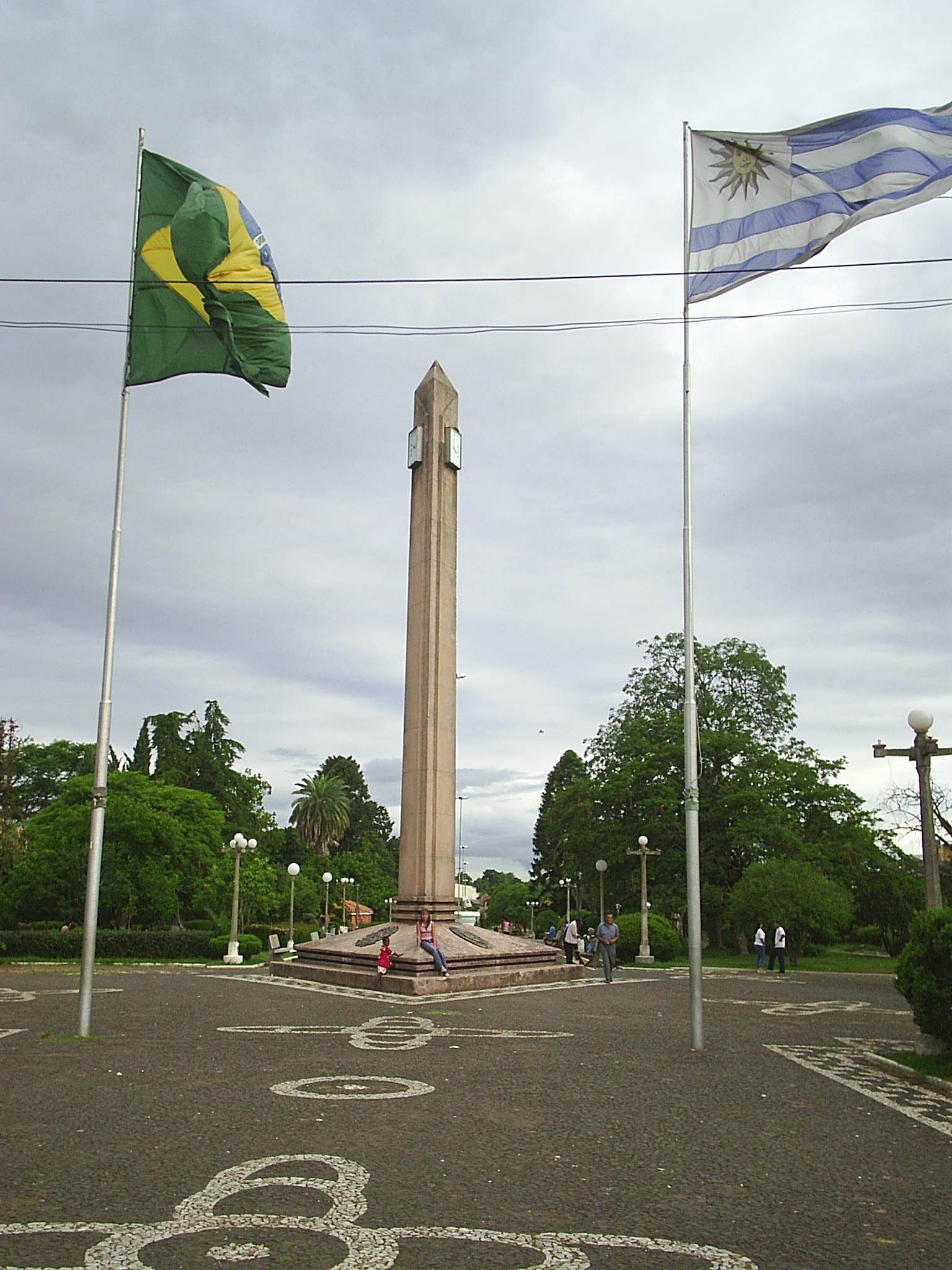
La Frontière de la Paix, Brésil-Uruguay.

### Villes les plus peuplées
Selon le recensement de 2004.
| Ville             | Population |
| ----------------- | ---------- |
| Rivera (capitale) | 64 426     |
| Tranqueras        | 7 284      |
| Mandubí           | 5 157      |
| Vichadero         | 4 074      |
| Minas de Corrales | 3 444      |
| La Pedrera        | 2 887      |
| Santa Teresa      | 2 171      |
| Lagunón           | 2 154      |

### Autres villes
| Ville               | Population |
| ------------------- | ---------- |
| Lapuente            | 315        |
| Paso Hospital       | 293        |
| Masoller            | 261        |
| Lagos del Norte     | 178        |
| Moirones            | 158        |
| Cerro Pelado        | 143        |
| Cerros de la Calera | 136        |
| Cerrillada          | 130        |
| Las Flores          | 123        |
| Arroyo Blanco       | 91         |
| Amarillo            | 30         |

## Économie
L'activité économique était au départ l'élevage, bien que beaucoup de pâturages se sont développés dans des sols sablonneux de mauvaise qualité mais aujourd'hui, les exploitations forestières sont des sources de revenus bien plus élevés avec les 31 721 hectares d'Eucalyptus et les 40 997 hectares de pins. Il y a aussi des cultures de blé, maïs, tournesol, oranges, arachide, riz, etc. On a exploité parfois de l'or dans les mines mais sans que cela soit fondamentalement important.
En étant aussi proche du Brésil, le département est aussi très touristique avec ses hôtels, son aéroport, ses stations balnéaires (sur rivières)...